# Casa del carrer Santiago Rusiñol, 41 (Manlleu)
La Casa del carrer Santiago Rusiñol, 41 és una obra modernista de Manlleu (Osona) inclosa a l'Inventari del Patrimoni Arquitectònic de Catalunya.

## Descripció
Casa de dos pisos i planta baixa. Els dos pisos tenen balcons situats de manera simètrica, però els del principal són més allargats. La planta i el principal estan separats per uns sanefa de baix relleu de formes vegetals. les finestres del principal tenen dues columnes de volutes i fulles als brancals. A la part superior les llindes estan decorades per fulles incloses dins una motllura semicircular. Entre els balcons del pis superior hi ha dos esgrafiats. El que es conserva millor representa un bust d'una dama de perfil, que sembla oriental pels motius ornamentals que la decoren (diademes, arracades...)

## Història
Segueix la tipologia de les cases de Dalt Vila, de manera que ens permet parlar d'un fenomen de reproducció de tipologies arquitectòniques que evolucionen a partir de l'estructura dels segles XVI-XVIII. Es diferencien de les cases del Carrer del Pont és que les d'aquest carrer són més ornamentades.